# Fő utca (Székesfehérvár)
A székesfehérvári Fő utca a Belváros leghosszabb sétálóutcája, a város egyik fő turisztikai célpontja. A Városház teret és a Mátyás király körutat köti össze. Impozáns, főleg barokk stílusú épületek szegélyezik, de találunk példát a klasszicizmusra és az eklektikára is. Ezek közül a legismertebbek a ciszterci templom, a Szent István Király Múzeum főépülete, a Fekete Sas Patikamúzeum épülete, a Vörösmarty Színház épülete és a Magyar Király Szálló. 
A Fő utca a középkorban a város egyik fő útvonala volt, ekkor latinul Vicus Magnus, azaz Nagy utca volt a neve. Mai formáját 1872-ben nyerte el több épület, például a híres Budai kapu elbontásával. 2013-ra teljes körűen felújították.

## Története
A mai Fő utca elődje, a Vicus Magnus (Nagy utca) Székesfehérvár igazi várossá fejlődésének megindulása után, már a 11. század elején minden valószínűség szerint létezett. Erre vezetett az út a városközpontból a Budai kapu felé, ezáltal igen fontos útvonal lehetett: a városba itt futottak be az észak és kelet felől érkező kereskedelmi és zarándok-útvonalak. Székesfehérvár szabadságjogainak köszönhetően az első vásártartó város volt, árumegállító joggal. IV. Béla király a belső város északi részén, a Budai kapu mellett, a mai Fő utca mentén építtette fel az új fellegvárat és királyi palotáját.
A város 1543-ban oszmán uralom alá került. A mai Szent István Király Múzeum épületének helyén állt egyik dzsámijuk egy kecses minarettel. Az épületegyüttest Fehérvár 1688-as felszabadulását követően lerombolták. Ekkor érkeztek meg a városba a jezsuiták, akik rendházat (a mai múzeum épülete) és templomot építettek: a Nagyboldogasszony- és Nepomuki Szent János-templom a Fő utca egyik legjelentősebb épülete. A templom a rendházzal együtt később a pálosok, majd a ciszterciek kezelésébe került. 
A Fő utca ma is látható szerkezeti formáját 1872-ben érte el, amikor is a városi magisztrátus szűknek találta a városkaput. Ezért több polgári ház, a Budai kapu és a várfal egy részének lebontásával alakították ki a Fő utca (akkor Nádor utca) északi részét.
A Székesfehérvár-Belváros Rehabilitációjának Folytatása projekt keretében a Fő utcát 2008 és 2013 között felújították. Ekkor került kiépítésre többek között a Magyarországon egyedülálló, úgynevezett indamotívum is, mely nem más, mint az utca kövében elhelyezett, világító, indák hatását keltő mintázat.

### Korábbi nevei
- Vicus Magnus (középkor)
- Város utca (török kor)
- Öreg utsza (18–19. század)
- Nádor utca (1872–1950)
- Március 15. utca (1950–1990)
- Fő utca (1990–)

## Látnivalók
- Ciszterci templom és rendház

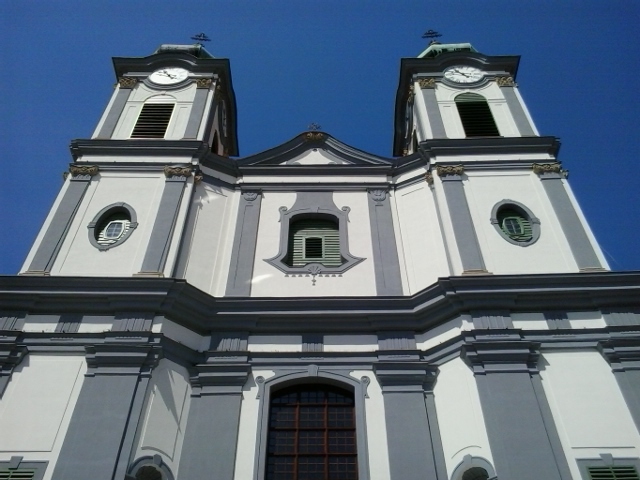
A ciszterci templom főhomlokzata

A török kiűzését (1688) követően rögvest megérkeztek Székesfehérvárra a jezsuiták. Ma látható impozáns, barokk templomuk és kolostoruk 1742 és 1756 között épült. Az épületegyüttes később a pálosokhoz, majd a ciszterciekhez került.
A rendházban található jelenleg a Szent István Király Múzeum régészeti gyűjteménye, amely a második legnagyobb ilyen gyűjtemény az országban. Korábban a híres ciszertci főgimnázium egyik épülete volt. Tanulói között tudjuk például Vörösmartyt, Semmelweiset vagy Vajda Jánost is.
- Mátyás király-emlékmű

Melocco Miklós szobrászművész Mátyás-emlékművét a nagy király halálának 500. évfordulóján, 1990-ben avattak fel. A kompozíció gótikus-reneszánsz hangulatot varázsol a barokk környezetbe. A gótikus építészeti keretben I. Mátyás életnagyságú alakja áll, lábánál kedvenc oroszlánjai. A magasban a Hunyadi-ház szimbóluma, a gyűrűt tartó holló látható. A szoborcsoport részei a hét szabad művészet allegorikus alakjai, és a szomszédos falfelületen reneszánsz stílusban készült ornamentális díszítés és felirat: „Mátyás király emlékére készült. Építtette Székesfehérvár”. Az emlékműről a kissé rejtett „1990”-es évszám is leolvasható.
- Vörösmarty Színház épülete

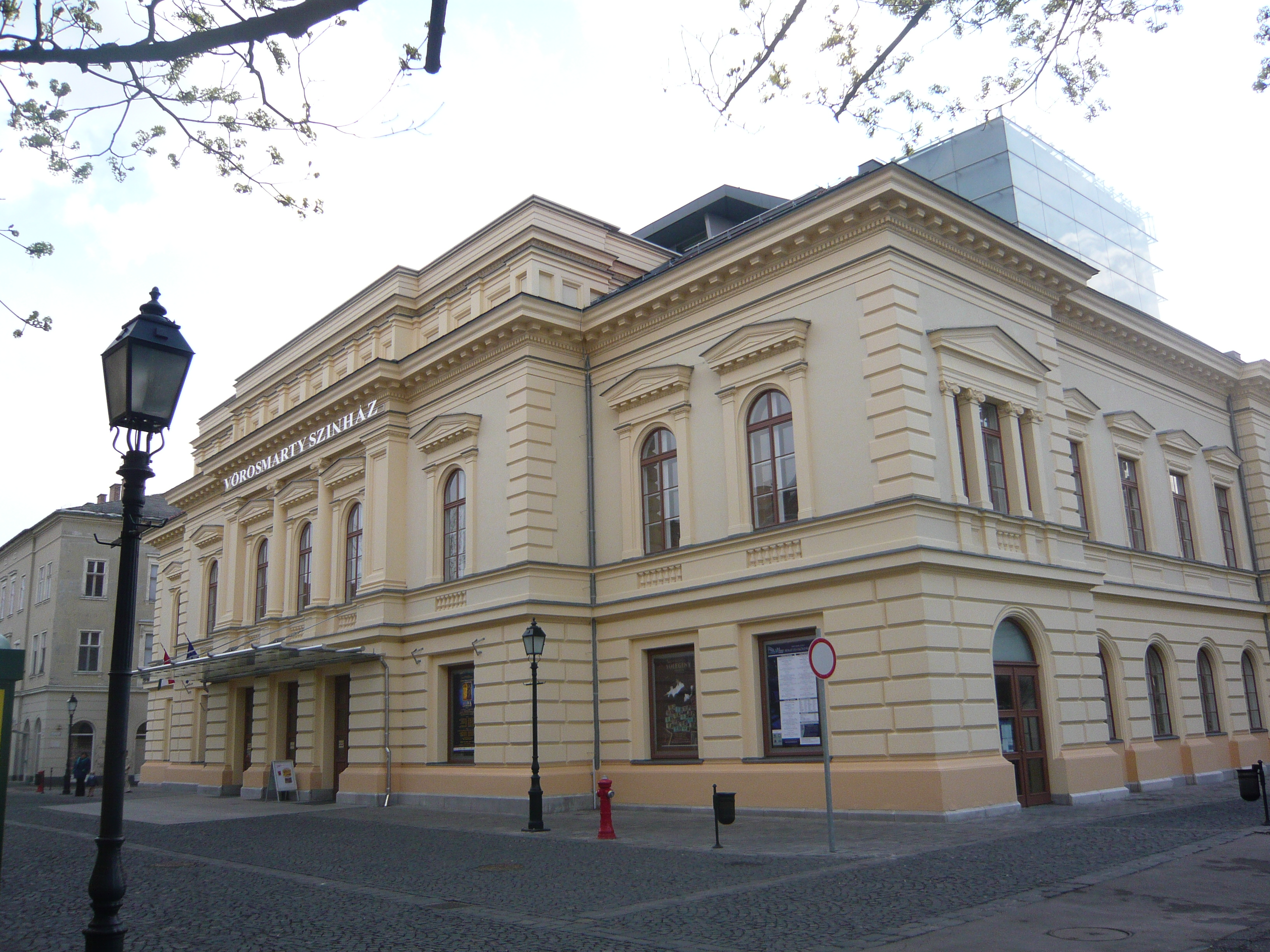
A Vörösmarty Színház

A székesfehérvári Vörösmarty Színháznak nagy múltja, vezető szerepe van a magyarországi színjátszás történetében. Színpadán a legkiválóbb magyar színművészek léptek fel történetének több mint 140 esztendőjében. Az elmúlt évtizedek és korunk színésznemzedékeinek tagjai közül is sokan kezdték pályafutásukat ezen a helyen.
A színház 1872 és 1874 között épült, 1913 óta viseli Vörösmarty nevét.
- Magyar Király Szálló

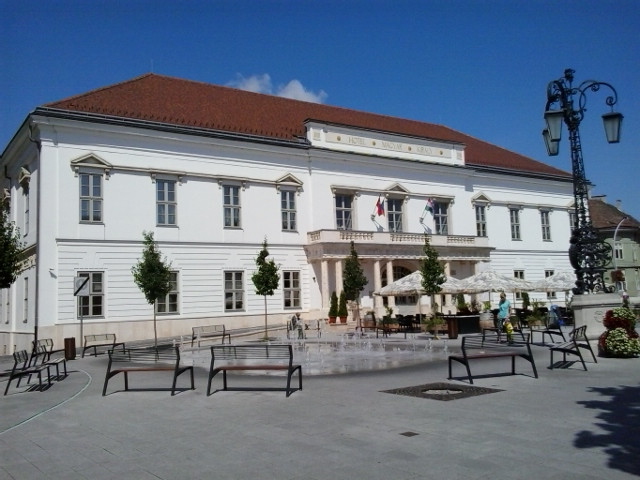
Magyar Király Szálló

A klasszicista stílusú Zichy-ház 1820 körül épült, tervezője valószínűleg Pollack Mihály volt. Az 1870-es évek elejétől szállodaként, Magyar Király Szálló néven működött. Az épület többször gazdát cserélt. 1916-ban részlegesen átépült. Az északi szárny kétszintessé alakítása 1937-ben történt. A háború után, 1958-tól újra szálloda, Velence Szálló néven. Eredeti nevét 1990-ben kapta vissza. 1965-ben jelentős, 1972-ben, 1989-ben, 1996-ban kisebb, végül 2010-ben ismét nagy felújítások történtek az épületben.
- Virágóra

A város eme érdekes nevezetessége évről évre megújuló virágkertészeti alkotás, mely tavasztól őszig mutatja a pontos időt. Az óra mellett levő, szintén virágokból kirakott dátumot napról-napra átalakítják. 1960-ban alakították ki az Országzászló téren (akkor Ságvári Endre tér). Ebben a formában a fehérvári látványosság azóta is egyedülálló Magyarországon.
- Varkocs-szobor

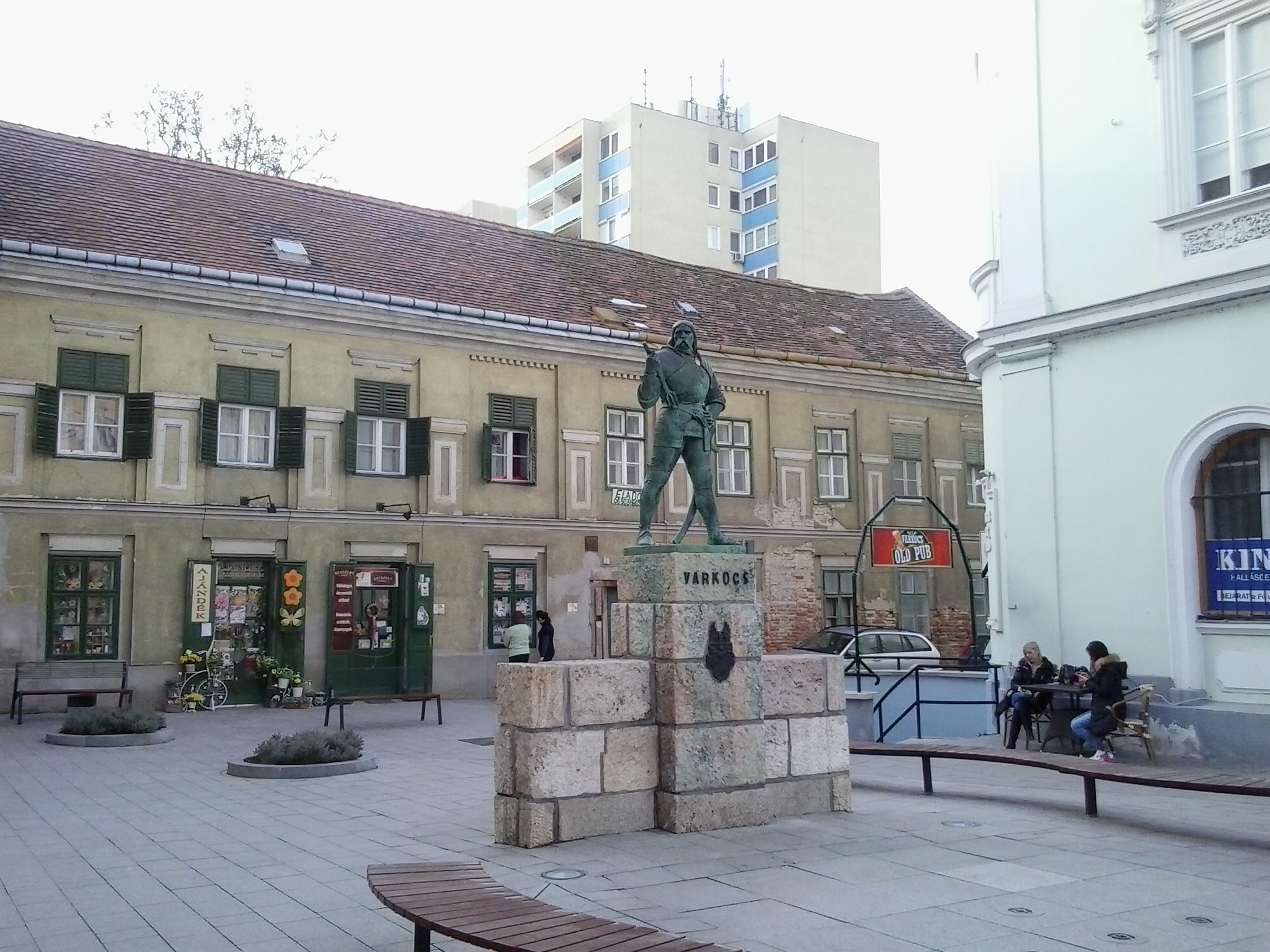
Varkocs György szobra

A szobrot Erdei Dezső készítette 1938-ban, a város védelmében hősi halált halt sziléziai várkapitány, Varkocs György emlékére. A szoborhoz 2013-ig nagy, medenceszerű szökőkút is tartozott, ám a Belváros Rehabilitációjának Folytatása c. projekt keretében egy modern szökőkút került kiépítésre.
A várból a törökre kicsapó, majd visszaforduló Varkocs György városkapitány és serege előtt az ostromot megelégelő fehérváriak bezárták a Budai kaput, így lelte halálát 1543-ban. Fehérvár török kézre került. A Varkocsot eláruló városvezetőket a legenda szerint Szulejmán szultán kivégeztette. A szobor talapzata a Budai kapu kőtömbjeiből készült.
- Fekete Sas Patikamúzeum

A Fekete Sas Patikamúzeum állandó múzeum Székesfehérvárott A gyógyszerészet és a gyógynövénytan tudományos múltjába nyújt betekintést. A barokk stílusú bútorzattal és felszereléssel berendezett múzeum egy 18. századi patika korhű, jellegzetes arculatával fogadja a látogatókat. A múzeum bemutatja a jezsuita, pálos, majd polgári irányítású patika kétszáz éves működését.

## Galéria

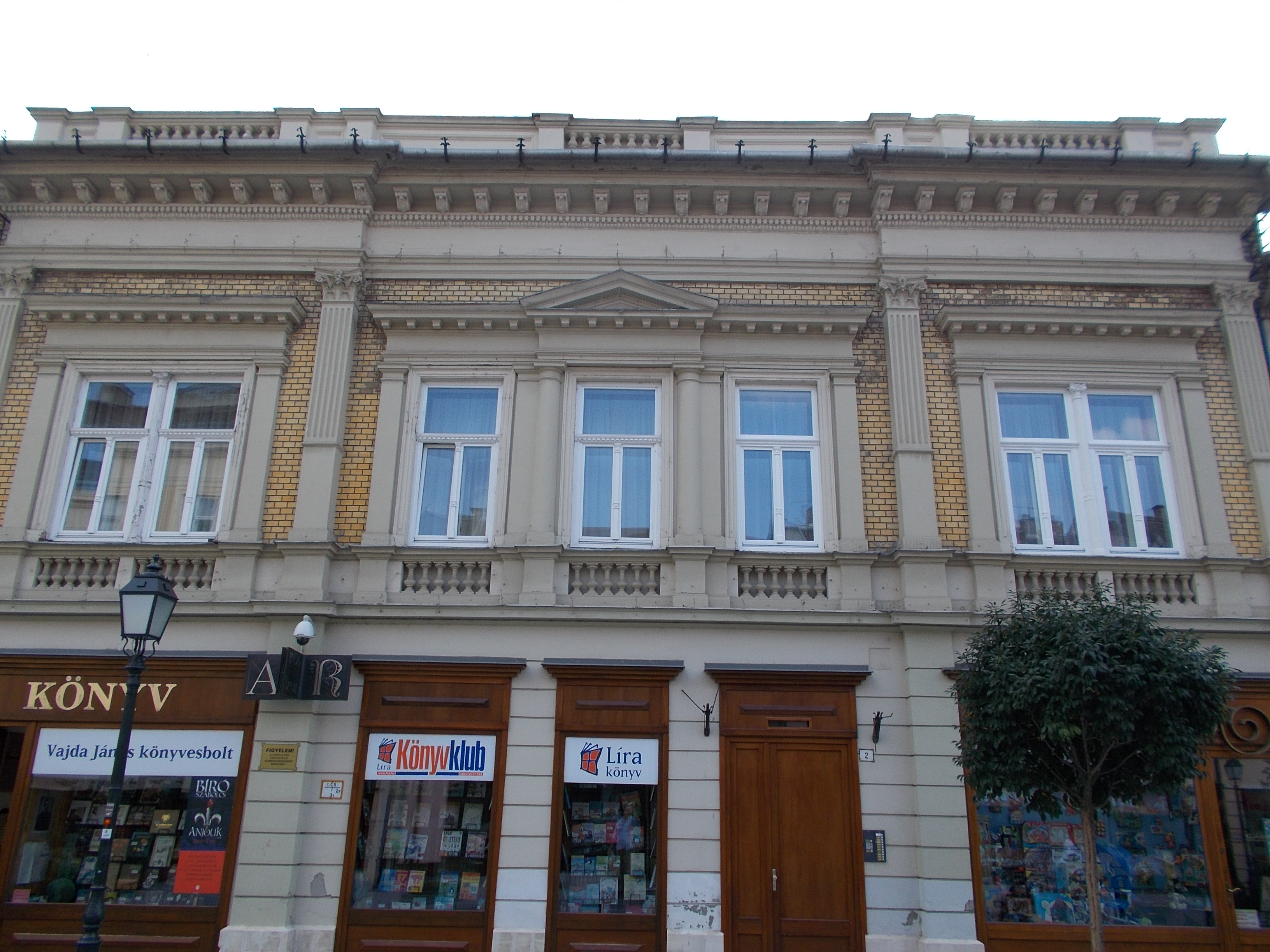
Eklektikus homlokzatú rezidencia
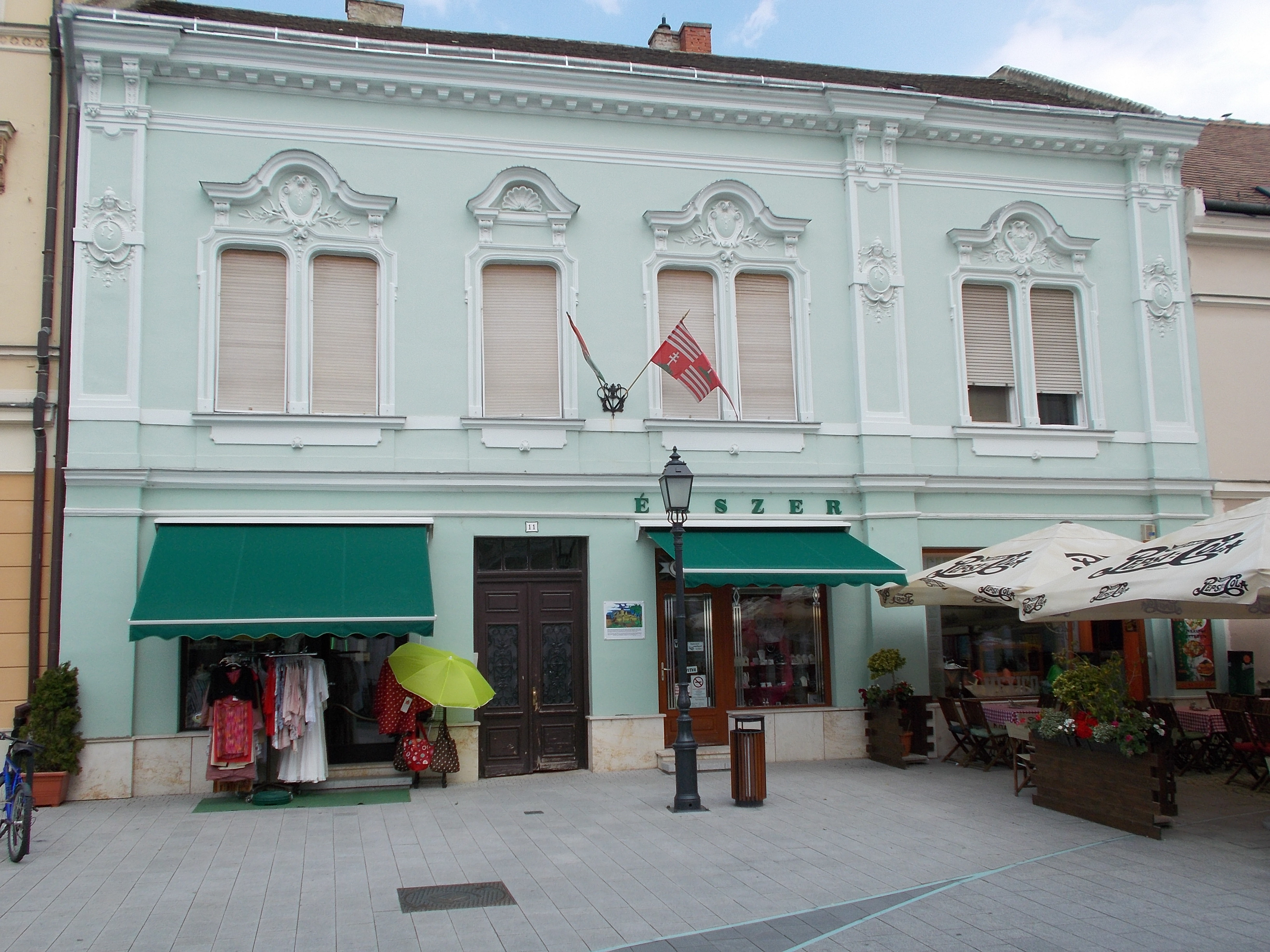
Egy eklektikus lakóház homlokzata
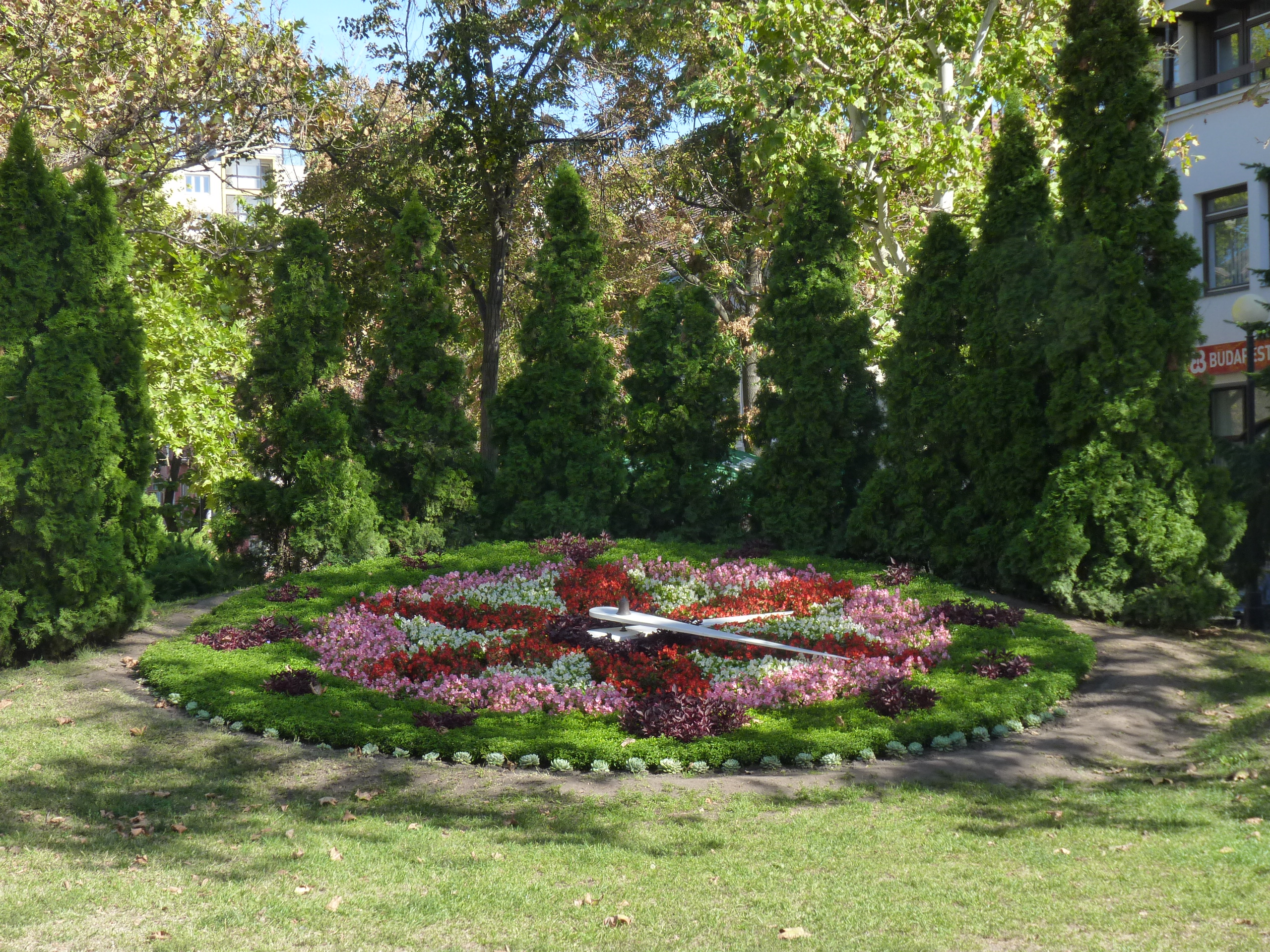
A virágóra 2011-ben
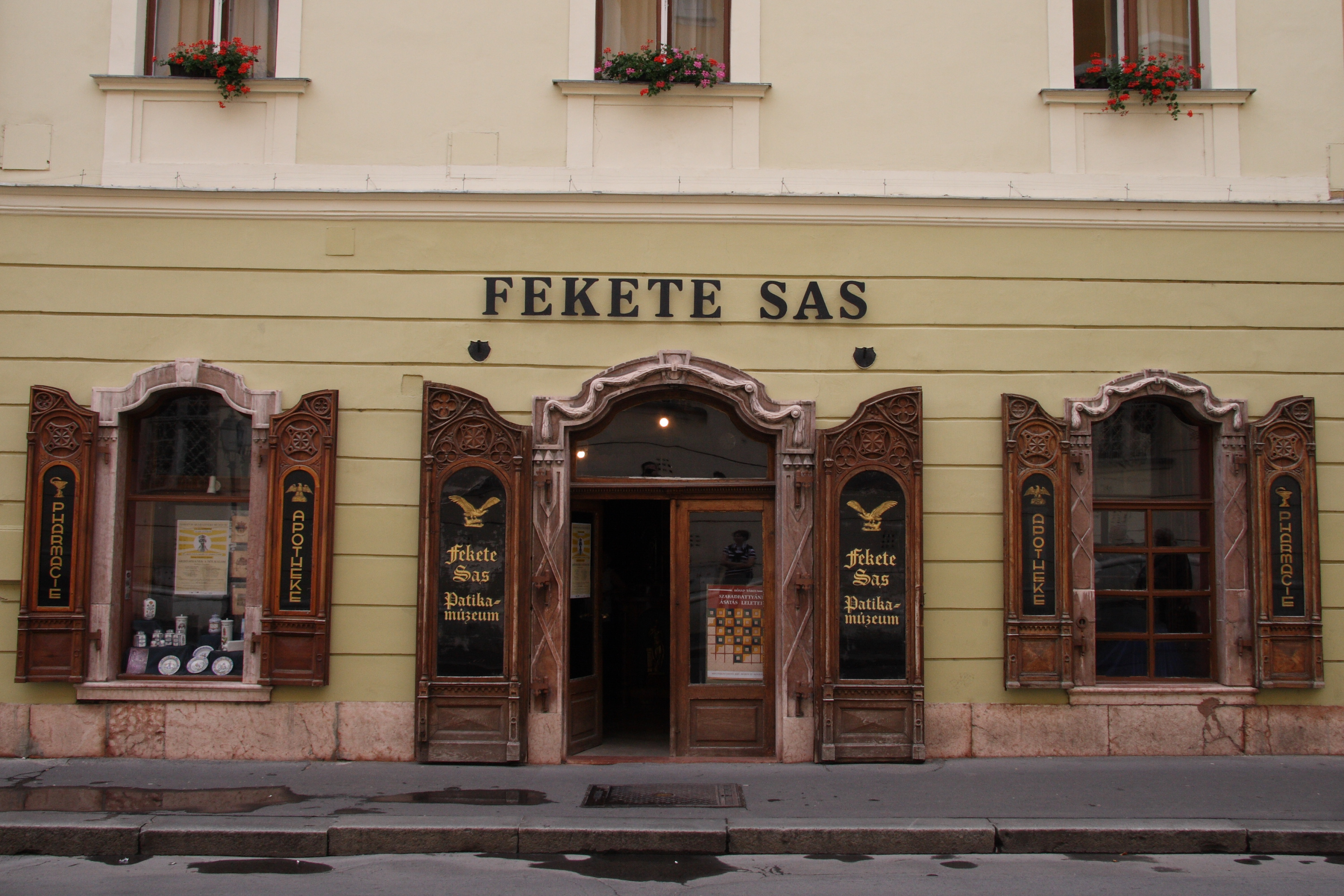
Fekete Sas Patikamúzeum
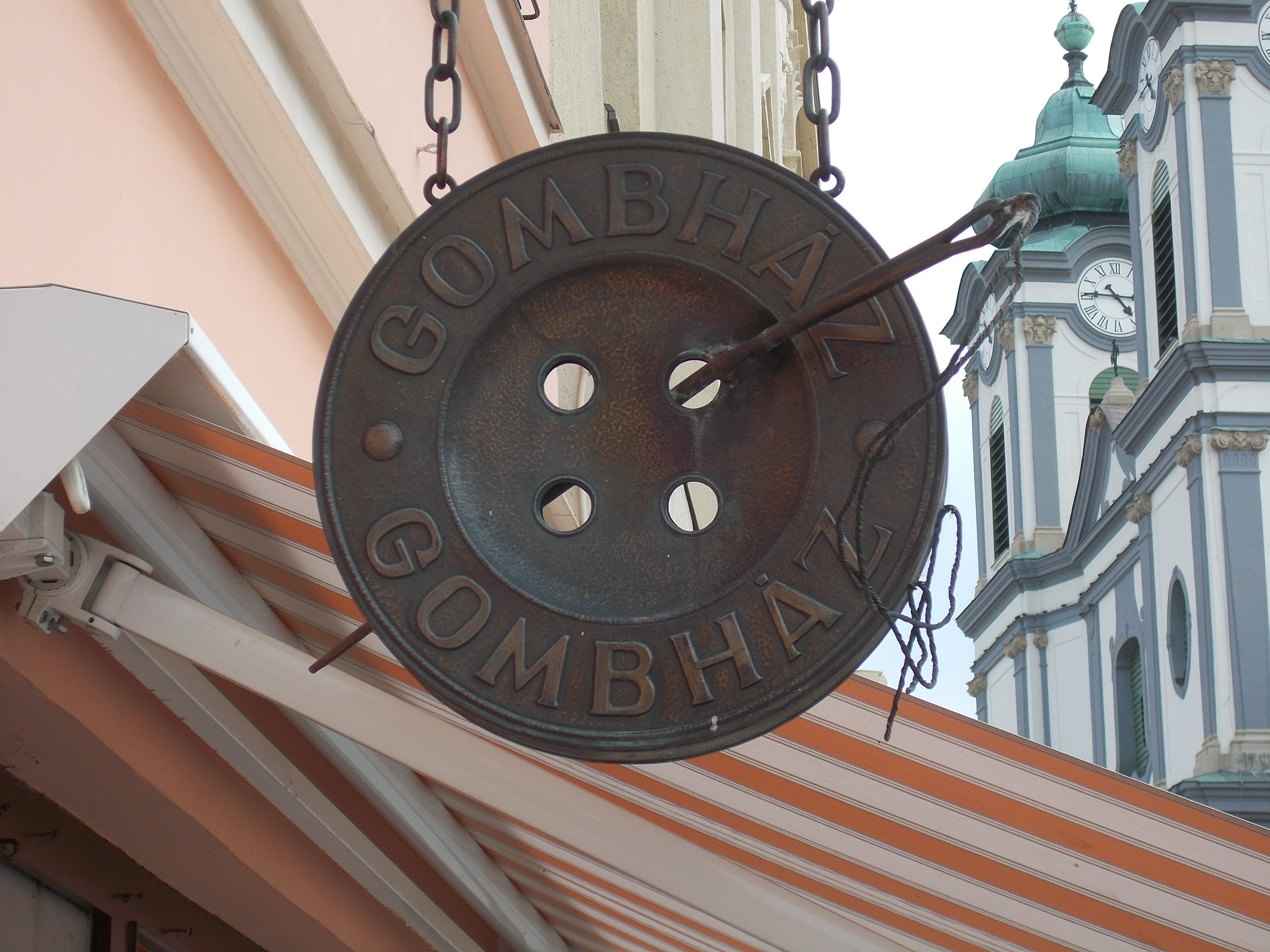
Cégér, háttérben a ciszterci templom tornyai